# Louise Haigh

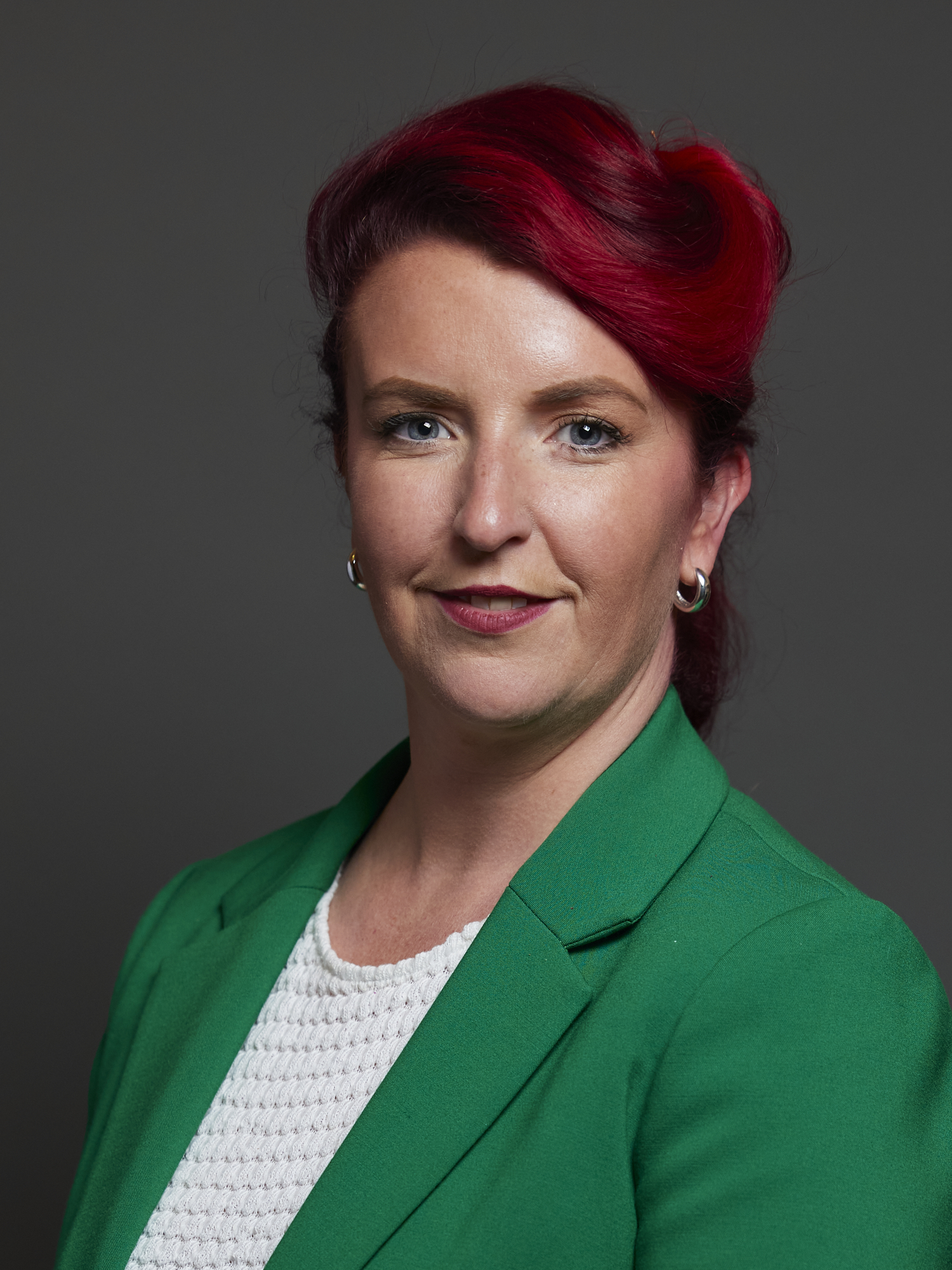
Offizielles Porträt, 2024

Louise Margaret Haigh (* 22. Juli 1987 in Sheffield) ist eine britische Politikerin der Labour Party. Sie war vom 5. Juli 2024 bis zum 29. November 2024 Verkehrsministerin im Kabinett Starmer.

## Leben und politische Karriere
Haigh besuchte die Sheffield High School. An der London School of Economics and Political Science studierte sie Ökonomie (abgebrochen) und an der University of Nottingham Politikwissenschaften.
Von 2012 bis zu ihrer Wahl im Mai 2015 arbeitete sie für die britische Versicherungsfirma Aviva. Seither vertritt sie den Wahlkreis Sheffield Heeley. Ihren Parlamentssitz verteidigte sie bei den Unterhauswahlen 2017, 2019 und 2024. Haigh war seit 2017 Mitglied der Schattenkabinette von Jeremy Corbyn und Keir Starmer, zunächst als Schattenministerin für Digitale Ökonomie, dann als Schattenstaatssekretärin für Nordirland, seit 2021 schließlich als Schattenministerin für Verkehr.
Sie trat im November 2024 von ihrem Amt als Verkehrsministerin zurück, nachdem bekannt geworden war, dass sie 2013 gegenüber der Polizei falsche Angaben über ein vermeintlich gestohlenes Mobiltelefon gemacht hatte.